# Aina Torres i Rexach
Aina Torres i Rexach (Barcelona, 1984) és una poeta, escriptora i periodista catalana. En qualitat de periodista, ha mantingut col·laboracions habituals a diversos mitjans de comunicació i publicacions com TV3, VilaWeb, Núvol, La Directa, El Triangle i L'Accent.
A banda, ha creat l'espectacle poeticomusical La mirada violeta. Marçal i Roig, que interpreta juntament amb la cantautora Meritxell Gené. També l'espectacle Versos, jazz i incendis en què recita poemes acompanyada del saxofonista Roger Martínez.

## Obra
Poesia
- Dos hiverns i un incendi (Viena Edicions, 2014, Premi de Poesia Martí Dot)[6]
- Baula de la nit (Pagès Editors, 2018)

Assaig biogràfic
- Montserrat Roig. La memòria viva (Sembra Llibres, 2016)[7][8]
- Manual de Pedrolo (Ara Llibres, 2018)[9]
- Dones rebels. Històries contra el silenci (Sembra, 2019, il·lustracions d'Helena Pérez García)

Llibres col·lectius
- Màtria. Noves veus poètiques dels Països Catalans (Editorial Germania, 2013)[10]
- A Ovidi Montllor. Un temps, una estima, una idea (Lo Diable Gros, 2016)[11]
- Terra de ningú (Pol·len Edicions, 2017)[12]